# Kristotomus sheni
Kristotomus sheni är en stekelart som beskrevs av Mao-Ling Sheng 2002. Kristotomus sheni ingår i släktet Kristotomus och familjen brokparasitsteklar. Inga underarter finns listade i Catalogue of Life.